# Altserkowitz
Die Straße Altserkowitz ist eine Innerortsstraße in der sächsischen Stadt Radebeul, zugleich stellt sie als Anger einen städtischen Platz dar. Sie ist mit ihrer Bebauung der eigentliche Siedlungskern des Breitgassendorfs Serkowitz. Im weiteren Sinn bezeichnet Altserkowitz daher auch den mittelalterlichen Ortskern der wohl fränkischen Gründung, wahrscheinlich aus dem 12. Jahrhundert. Daher geht die Anlage des Angers bzw. der Straße wohl auf das 11. Jahrhundert zurück.

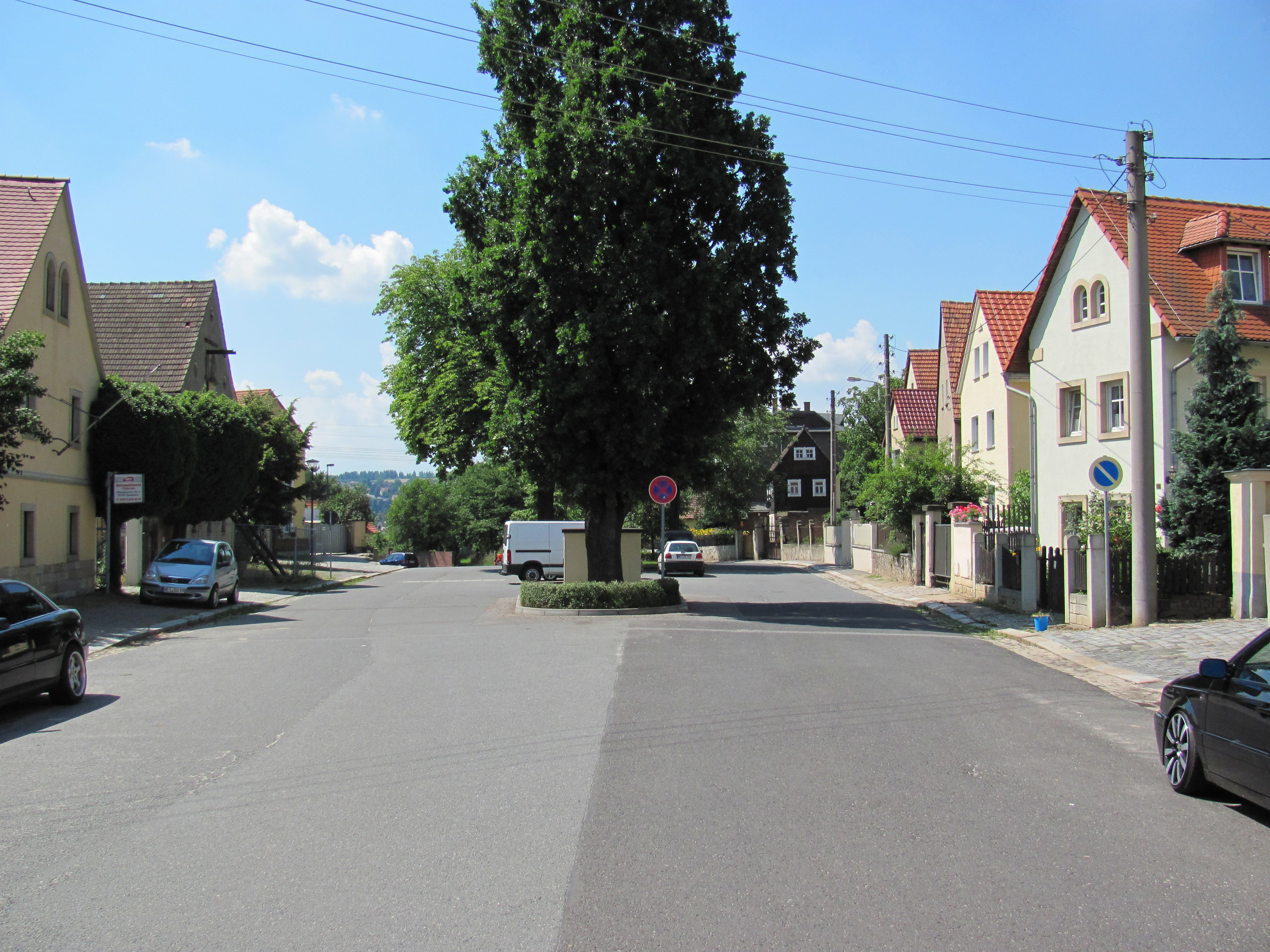
Dorfanger von Serkowitz: Ein Breitgassendorf. Blickrichtung Elbe

## Ortslage und Bebauung

Ausschnitt aus einer gesüdosteten Karte von 1790. Der Pfeil zeigt auf die Talmühle in der Kurve der Dorfgasse. Drumherum sind die Verläufe von Lößnitzbach und Mühlbach zu sehen.

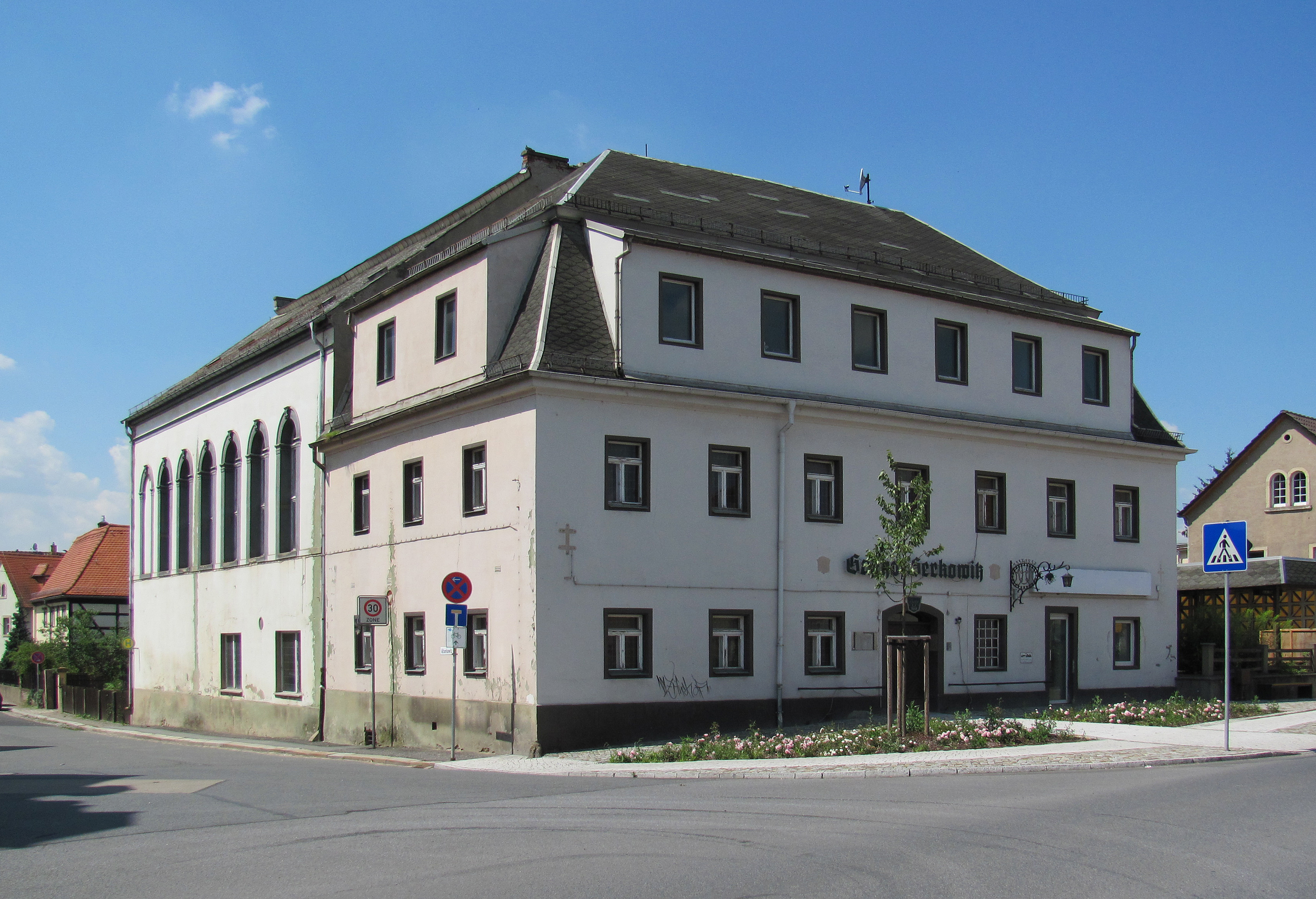
Gasthof Serkowitz, links Altserkowitz

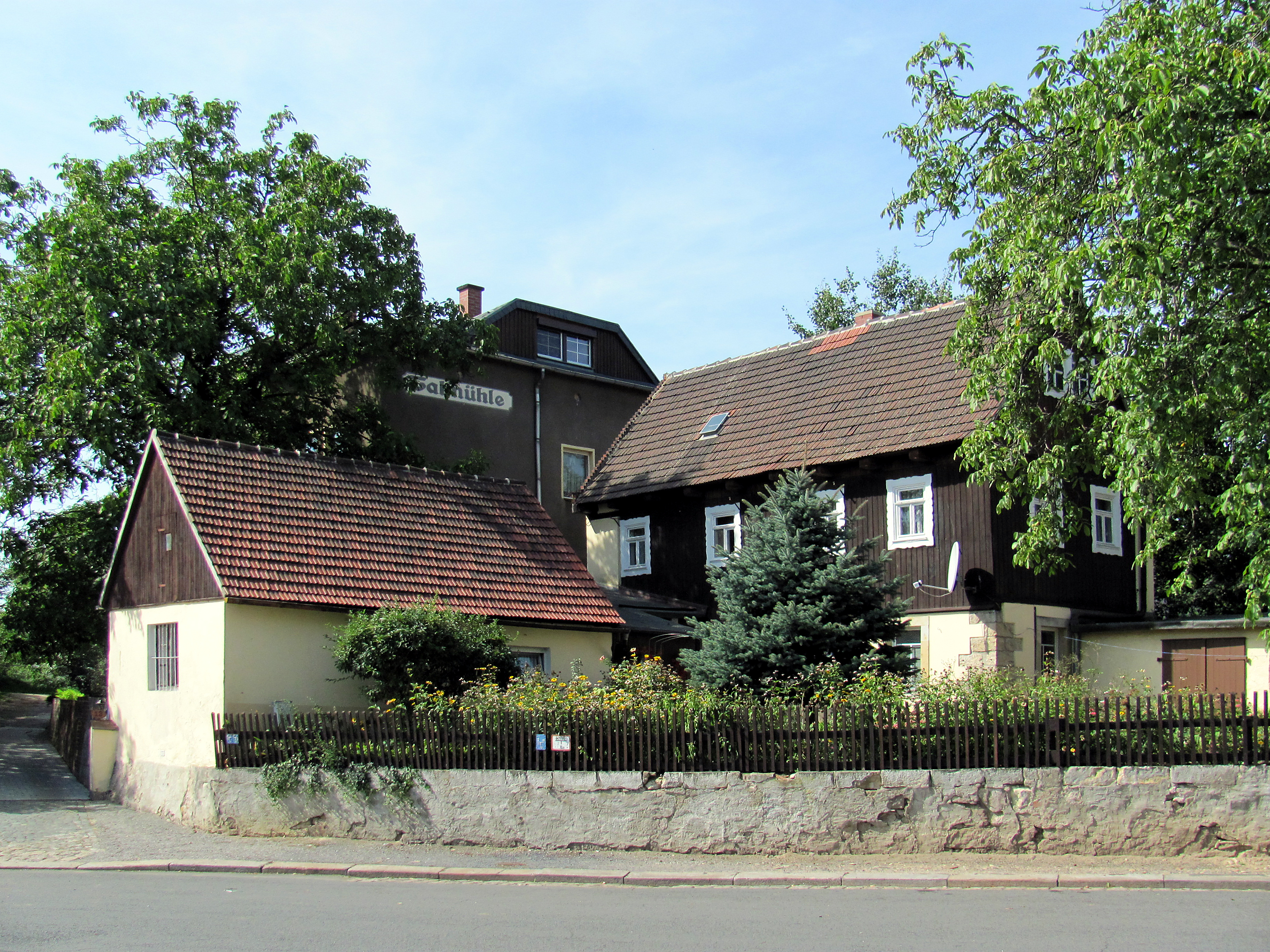
Schäferhof Altserkowitz 14. Dahinter ist die Villa auf dem Talmühlengrundstück zu sehen. Daran eine Aufschrift mit dem Hinweis auf die Talmühle.

Serkowitz stellt den südwestlich von Alt-Radebeul gelegenen Stadtteil von Radebeul dar, es liegt direkt an der Elbe. Die Kötzschenbrodaer Straße durchquert Serkowitz. Direkt vor dem Gasthof Serkowitz, von Dresden kommend, zweigt zwischen den Grundstücksnummern Kötzschenbrodaer Straße 37 und 39 (dem Gasthof) nach Südsüdwest das Gassendorf zur Elbe hinunter ab.
Auf der Ostseite liegen nach Art der Hufeisennummerierung die Adressen Altserkowitz 1 bis 9, Resthöfe, in der Regel mit den Giebelseiten zum Anger. Vor den Nr. 9 wird die Gasse schmäler und biegt in Richtung Südosten ab; dort überquert sie den Seegraben und verläuft auf Dresdner Gebiet über die Serkowitzer Straße bzw. den Elberadweg weiter nach Altkaditz, zur dortigen Emmauskirche, wohin Serkowitz lange eingepfarrt war. Auf der anderen Straßenseite liegen an der Grenze zu Kaditz die Nrn. 8 und 9. Zurück über den Seegraben liegen vor der Kurve die Nrn. 10–13, in der Kurve dann die Nr. 14. Entlang des Angers liegen Richtung Norden die Adressen Altserkowitz 15 bis 20, ebenfalls zum Anger hin ausgerichtete Zwei- und Dreiseithöfe. Danach kommt dann an der Ecke zur Kötzschenbrodaer Straße das Anwesen des Gasthofs.
Über die Kötzschenbrodaer Straße hinweg verlängert sich Altserkowitz durch die Serkowitzer Straße, die am Brunnenplatz und am Rundling Am Kreis vorbei zur Hauptstraße in Radebeul führt. Etwas weiter westlich, an der Alten Schmiede, beginnt mit der Straße des Friedens die historische Serkowitzer Viehtriebe, die sich über die Paradiesstraße bis zu den Welzigbergen fortsetzt.
Etliche Gebäude am Anger stehen unter Denkmalschutz und sind daher in der Liste der Kulturdenkmale in Radebeul-Serkowitz aufgeführt. Es sind dies Häuser am oberen Ende auf den Grundstücken Nr. 1, 3 und  4 auf der Ostseite sowie 20, 19 (Kirchner-Hof) und 15 auf der Westseite. Unten zur Elbe hin liegt am Außenrand der Straßenbiegung mit der Nr. 14 der ehemalige Schäferhof. Hinter dem Schäferhof liegt Altserkowitz 13, das Grundstück der ehemaligen Talmühle, einer der sieben historischen Lößnitzbachmühlen, die ebenso wie der Gasthof bereits in einer Übertragungsurkunde von 1337 aufgeführt wird.

## Namensgebung
Der Straßenanger trug lange Zeit den Namen Talstraße. Der Name bezog sich darauf, dass es sich um das untere Ende des Talverlaufs des Lößnitzbachs handelte, bevor er nach dem Betreiben der Talmühle in die Elbe einmündete.
Der Name Altserkowitz wurde 1905 gewidmet, als Serkowitz nach Radebeul eingemeindet wurde.

## Lößnitzbach und Seegraben

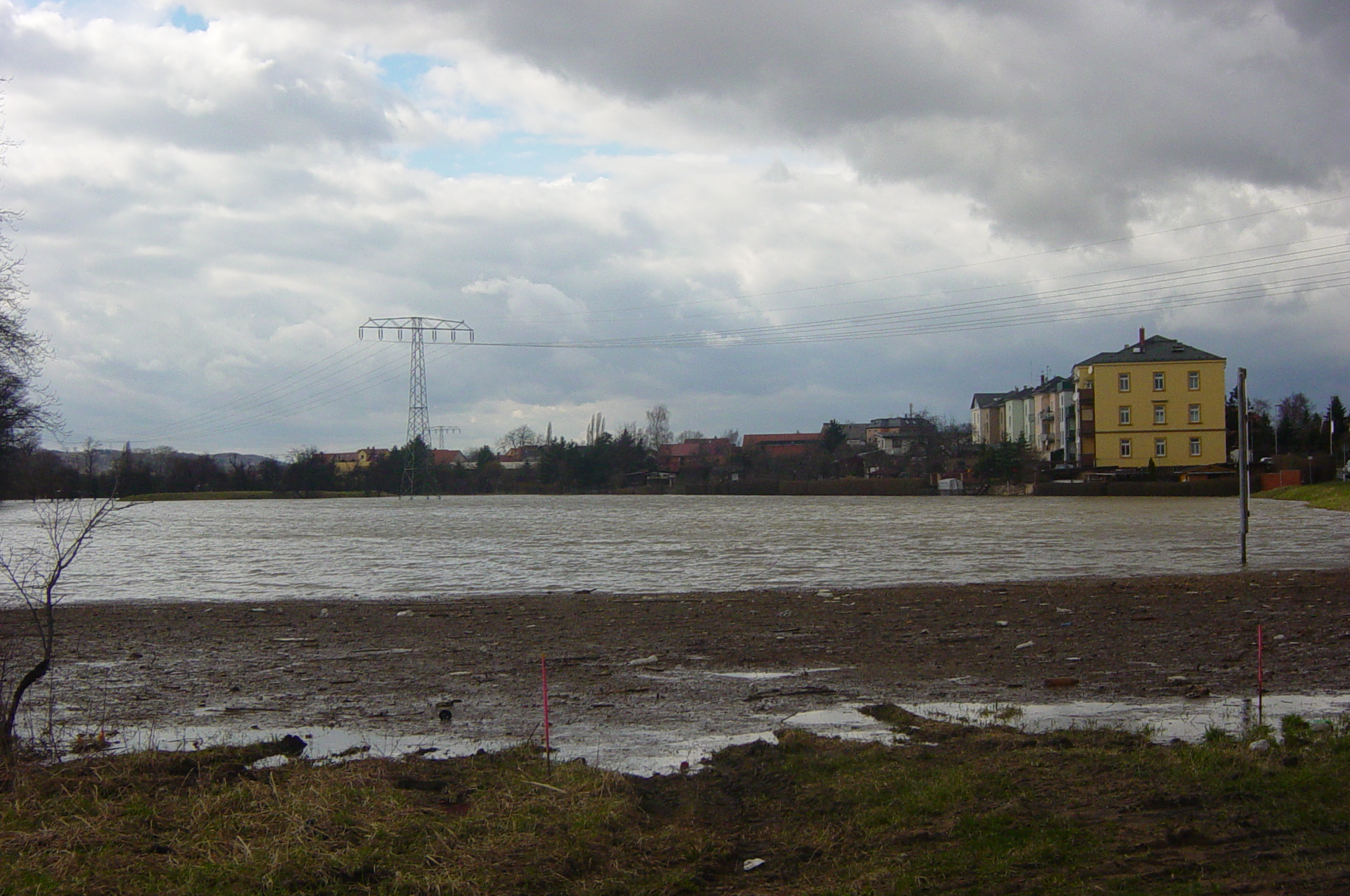
Seewiesen beim Elbhochwasser 2006. Blick auf die Rückseite Altserkowitz 1–6, am rechten Rand die Bebauung der Kötzschenbrodaer Straße.

Der aus dem Lößnitzgrund kommende Lößnitzbach fließt auf Serkowitz zu. Er unterquert gerade westlich vom Gasthof die Kötzschenbrodaer Straße und verzweigte sich dann künstlich: Geradeaus bildete er den geregelten Zulauf zur Talmühle, der heute zugeschüttet ist. Ansonsten knickte er nach Osten ab, verlief hinter dem Gasthof und floss auf den Anger. Dort floss der Bach mittig zur Elbe runter, aus dem Anger raus in die Elbwiesen und mündete in die Elbe. Auf Höhe der Talmühle kam noch das Abschlagswasser des Mühlbetriebs hinzu.
Durch die mittige Lage der Bachvertiefung waren die Anwesen auf beiden Seiten der Breitgasse voneinander getrennt, lediglich einige Brücken erlaubten die Überquerung des Bachlaufs zwischen den beiden Enden des Dorfkerns.
Heute wird der Lößnitzbach verrohrt geführt: Hinter dem Gasthof wird er eingeleitet, fließt im Wasserrohr unter der Straße Altserkowitz der Elbe zu und wird in den Elbwiesen dann wieder offen geführt. Im oberen Teil von Altserkowitz befindet sich dort eine breite Asphaltfläche, im unteren Teil stehen zwei durch eine Parkplatzfläche unterbrochene Bauminseln.
Die Seewiesen markieren die Flurgrenze zwischen Serkowitz und Kaditz. Unmittelbar südlich des Dorfkerns Altserkowitz treffen die Seewiesen auf die Elbwiesen und die Elbe; der durch die Seewiesen verlaufende Seegraben mündet unterhalb von Altserkowitz in den kanalisierten Teil des Lößnitzbachs kurz vor dessen Elbeinmündung.